# CSS Clarence
El CSS Clarence, también conocido como Coquette, fue originalmente un bergantín de Baltimore capturado por el crucero confederado CSS Florida durante la Guerra Civil Americana y convertido en un crucero confederado para incursiones comerciales.

## El bergantín
Construido en 1857 para el comerciante de frutas de Baltimore, Maryland J. Crosby, transportaba un cargamento de café desde Río de Janeiro, Brasil, a Baltimore cuando el CSS Florida capturó el Clarence frente a las costas de Brasil. El teniente Charles W. Read fue nombrado comandante y un número suficiente de la tripulación del Florida fue transferido al nuevo crucero para tripular el barco.
El teniente Read había pedido que, en lugar de quemar al CSS Clarence, intentara, con los papeles del barco, navegar hacia Hampton Roads, Virginia, y si era posible destruir o capturar una cañonera Union y quemar los buques mercantes de la Union congregados en Fortress Monroe. El comandante de Florida, John Newland Maffitt, armó a Clarence con un arma para que Read pudiera capturar premios en su camino a Hampton Roads.
En su breve carrera como crucero confederado, capturó una serie de barcos: El Whistling Wind, Kate Stewart, Mary Alvina, Mary Schindler fueron quemados y el Alfred H. Partridge se unió. Su captura final fue el bricbarca CSS Tacony el 12 de junio de 1863, que al ser un barco más adecuado para incursiones comerciales, la tripulación y el armamento fueron transferidos a él y el Clarence fue destruido.

## Oficiales y tripulación
- Lt. Charles W. Read, comandante
- Billups, Matthewson y Pride, compañeros del maestro

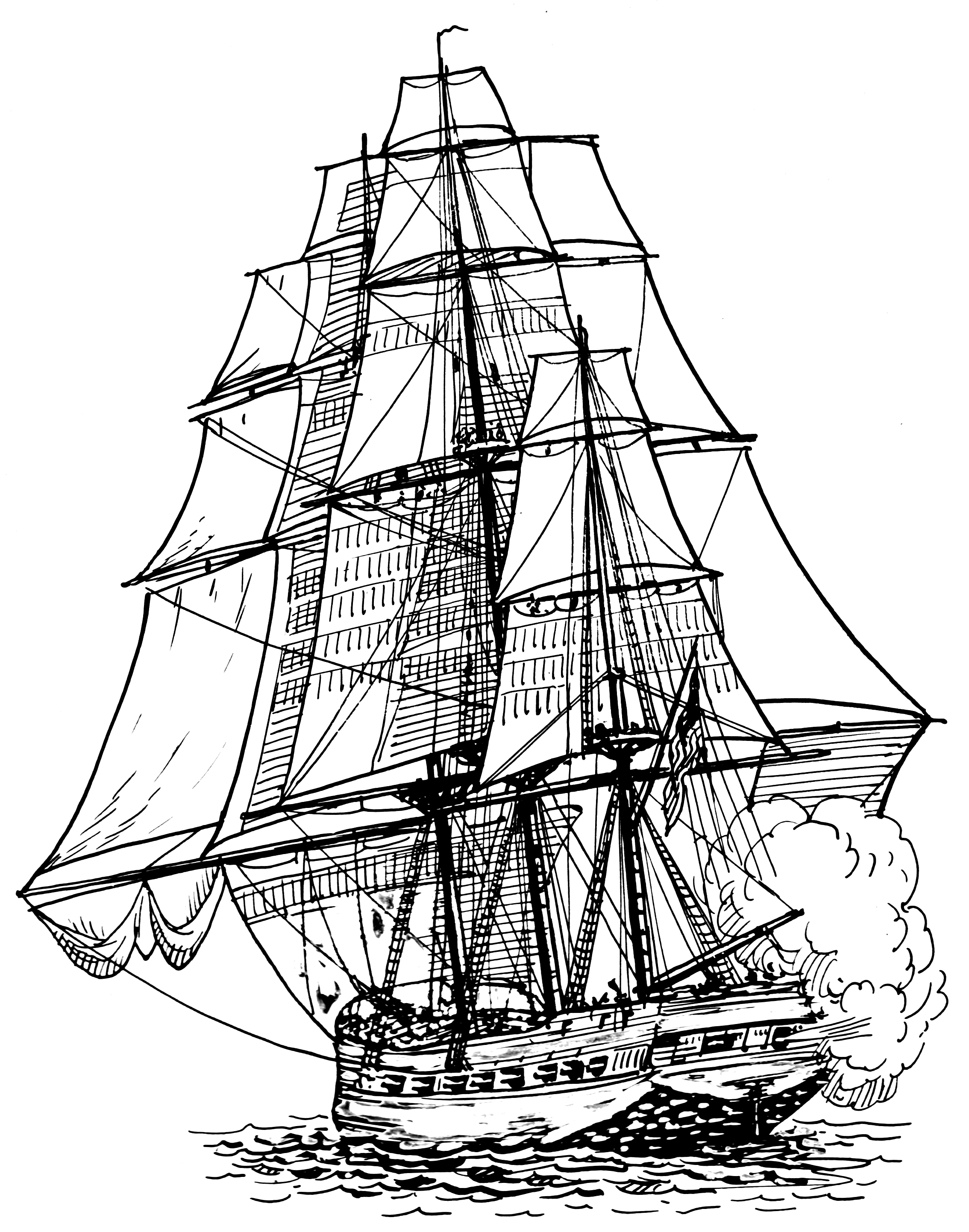
Un buque similar al Tacony, buque capturado por el CSS Clarence

- Brown, ingeniero
- 16 hombres